# Интернет база данни за научна фантастика
Internet Speculative Fiction Database (съкр. ISFDB, в превод на български: Интернет база данни за научна фантастика) е библиографска база данни за научна фантастика и свързаните с нея жанрове фентъзи и хорър.